# Sappoptyelus menoko
Sappoptyelus menoko är en insektsart som beskrevs av Matsumura 1942. Sappoptyelus menoko ingår i släktet Sappoptyelus och familjen spottstritar. Inga underarter finns listade i Catalogue of Life.